# Olaeta (Álava)
Olaeta (en euskera y oficialmente Oleta) es un concejo y anteiglesia del municipio de Aramayona, en la provincia de Álava, España.

## Historia
Hacia mediados del siglo XIX, el lugar, ya por entonces perteneciente a Aramayona, tenía contabilizada una población de 353 habitantes. Aparece descrito en el duodécimo volumen del Diccionario geográfico-estadístico-histórico de España y sus posesiones de Ultramar de Pascual Madoz con las siguientes palabras:

OLAETA: anteigl. del ayunt. de Aramayona, en la prov. de Alava, part. jud. de Vitoria (4 leg.), aud. terr. de Búrgos (26), c. g. de las Provincias Vascongadas, dióc. de Calahorra (22). sit. en un valle al pie de las peñas Amboto y Aranguio; clima saludable; le combaten todos los vientos, se padecen intermitentes. Tiene 57 casas inclusa la del ayunt.; escuela de primera educacion para ambos sexos; frecuentada por 36 ó 40 alumnos; igl. parr. (La Purisima Concepcion) servida por un beneficiado de la matriz, que es Ochandiano; para surtido de los vec. hay algunas fuentes ferruginosas. El térm. confina: N. Abadiano (Vizcaya); E. Peña de Amboto; S. Villarreal y Salinas, y O. Ochandiano, comprendiendo dentro de su circunferencia los montes Urquiola y Albina, bastate poblados. El terreno es arcilloso y húmedo; le atraviesa el r. Amboto, que nace en la peña de su nombre, y se incorpora con el Ochandiano para desaguar en el Zadorra. El correo se recibe de Vitoria, por peaton, los lunes, jueves y sábados, y se despacha los mismos dias. prod.: trigo, maiz, habas, aluvias, manzanas, patatas y otras legumbres; cria de ganado vacuno, lanar, cabrio y caballar; caza de liebres, corzos, jabalies y otros animales; pesca de truchas y anguilas. ind.: ademas de la agricultura y ganadería, hay 2 ferr. y 2 fraguas de herraje. pobl.: 73 vec., 353 alm. riqueza y contr.: con su ayuntamiento (V.).
(Madoz, 1849, pp. 226-227)

En 2022, tenía empadronados 119 habitantes.

## Demografía
| Gráfica de evolución demográfica de Olaeta entre 2000 y 2017 |
|                                                              |
| Población de derecho según los censos de población del INE.  |

## Cultura

### Lengua
El euskera que hablan sus habitantes es una mezcla de los subdialectos o variantes oriental y occidental del dialecto vizcaíno del euskera.[cita requerida]

### Patrimonio

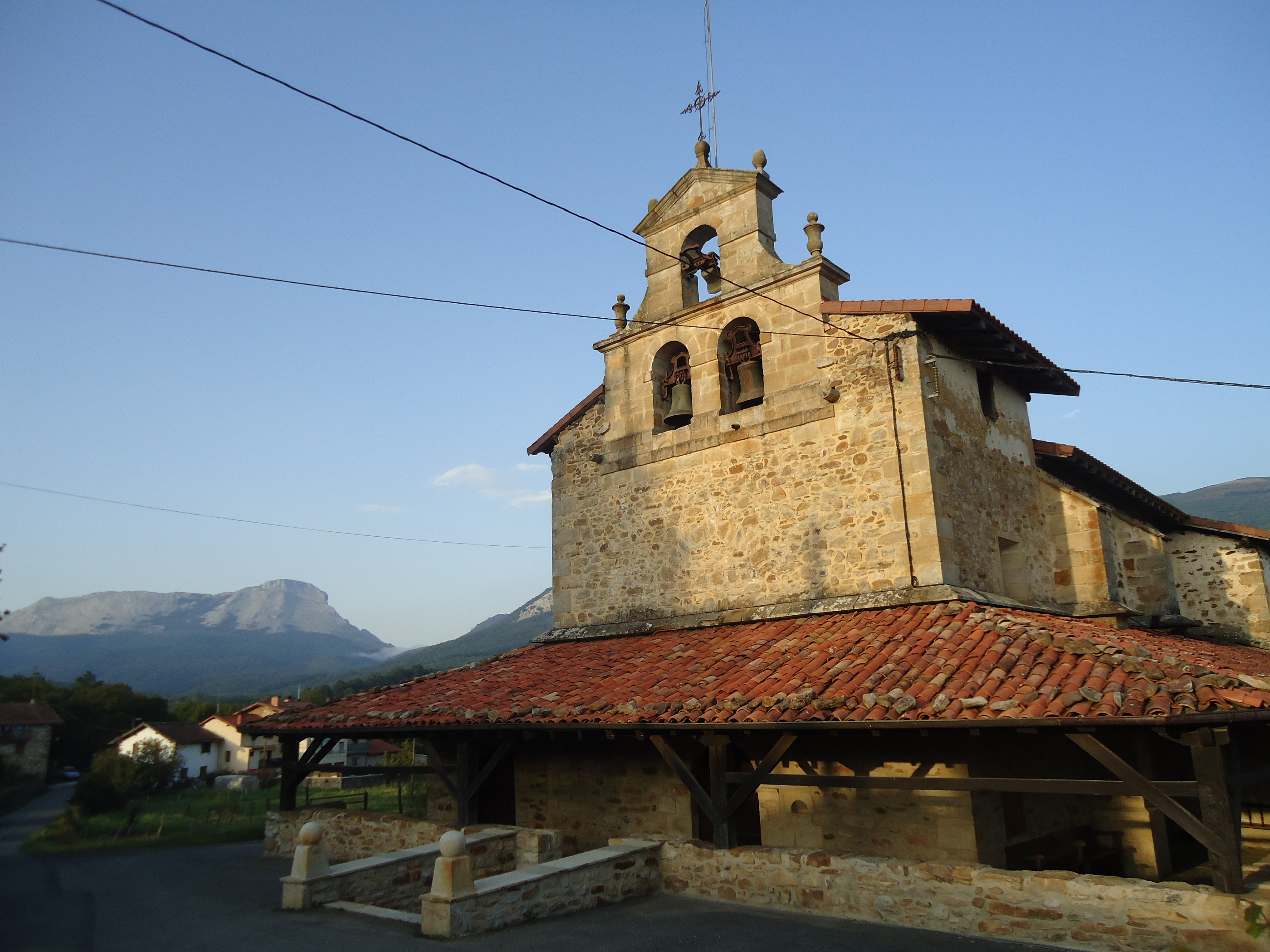
Vista de la iglesia de la Inmaculada Concepción

Hay en el concejo una iglesia de la Inmaculada Concepción.